# Mohegan Sun Arena
Mohegan Sun Arena é uma arena multi-uso localizado em Uncasville, Connecticut, Estados Unidos. Inaugurada em 2001, é parte do cassino Mohegan Sun, de propriedade da tribo Mohegan e localizado em sua reserva.
Recepciona uma larga variedade de eventos como American Kennel Club, shows de Música Clássica, Country, Jazz, Metal, Rap, Rock, e Pop, assim como eventos esportivos como WWE, PBR, NCAA, PBA, UFC, e World's Strongest Man Super Series Competition. É sede do Connecticut Sun da WNBA e do New England Black Wolves da National Lacrosse League.

## Eventos notáveis

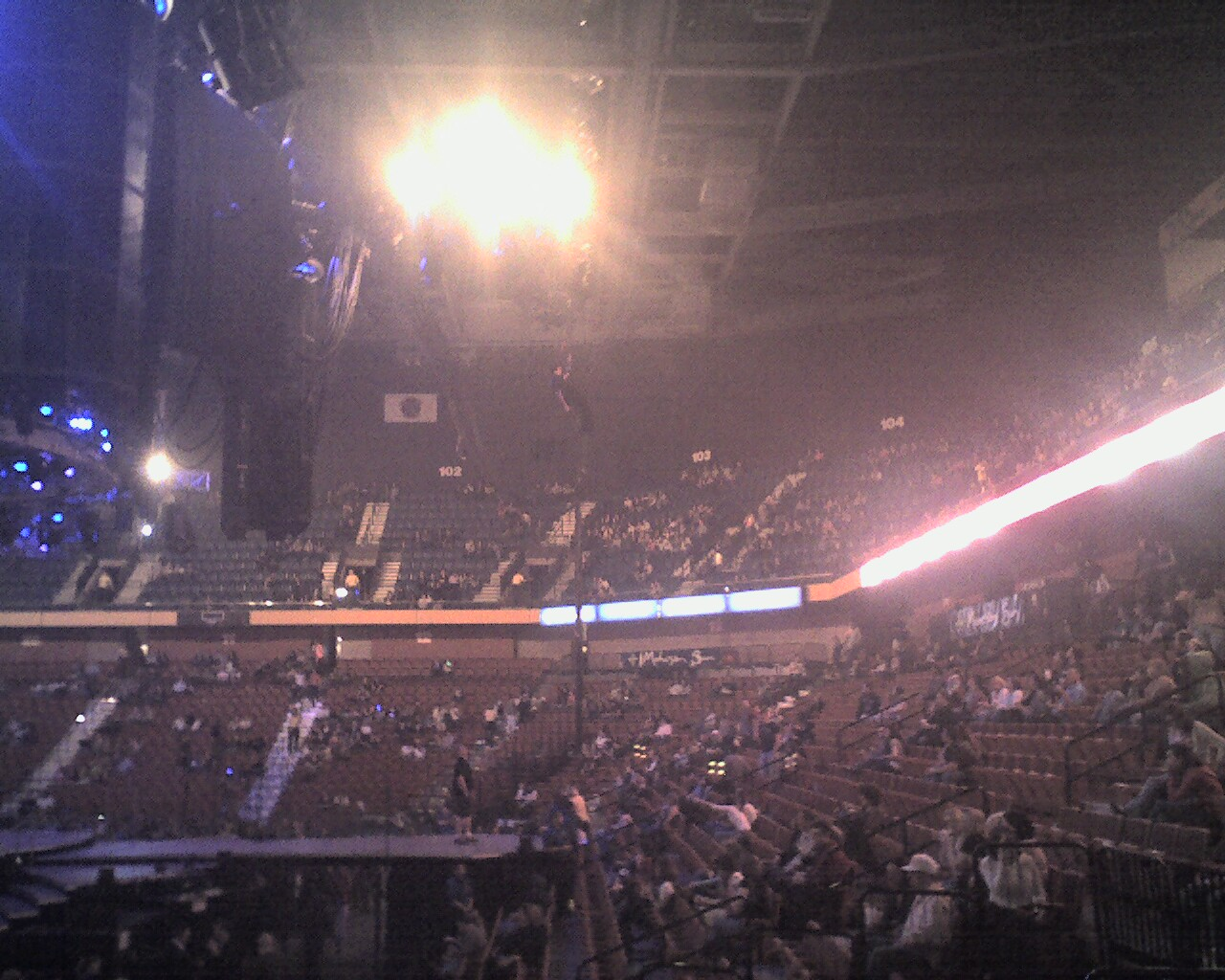
Mohegan Sun Arena

- WNBA All-Star Game – (2005),[2] (2010)[3]
- WWE SmackDown and NXT – (2011)(2012)

### Strength Athletics Grand Prix
Desde 2005, a arena já recebeu um dos eventos premier internacional do Grand Prix do strongman.
| Ano  | Campeão              | Finalista            | 3º lugar         | Evento                                                                    |
| ---- | -------------------- | -------------------- | ---------------- | ------------------------------------------------------------------------- |
| 2005 | Mariusz Pudzianowski | Jessen Paulin        | Don Pope         | Mohegan Sun Grand Prix Final da WSM Super Series 2005                     |
| 2006 | Mariusz Pudzianowski | Jesse Marunde        | Josh Thigpen     | Mohegan Sun Grand Prix Final da WSM Super Series 2006                     |
| 2007 | Mariusz Pudzianowski | Kevin Nee            | Mark Felix       | Mohegan Sun Grand Prix Início da WSM Super Series 2007                    |
| 2008 | Derek Poundstone     | Mariusz Pudzianowski | Terry Hollands   | Mohegan Sun Grand Prix Início da WSM Super Series 2008                    |
| 2009 | Derek Poundstone     | Travis Ortmayer      | Brian Shaw       | Mohegan Sun Grand Prix 2009 17 May 2009 Início da Giants Live 2009        |
| 2010 | Derek Poundstone     | Brian Shaw           | Stojan Todorchev | Mohegan Sun Grand Prix 2010 25 April 2010 Início da WSM Super Series 2010 |